# Ardisia griffithii
Ardisia griffithii är en viveväxtart som beskrevs av C. B. Cl. Ardisia griffithii ingår i släktet Ardisia och familjen viveväxter. Inga underarter finns listade i Catalogue of Life.